# وانت کاپرا
پیکاپ کاپرا در اصل محصول شرکت زدایکس اتو چین با نام گرند تایگر می‌باشد که در ایران توسط گروه بهمن با نام کاپرا عرضه می‌گردد.
این خودرو که در سالهای اخیر مجوز ورود به اتحادیه اروپا را نیز به دست آورده‌است در کارخانه‌ای در لوبلین لهستان تولید می‌شود.
موتور وانت کاپرا دو کابین ۲۴۰۰ سی سی حجم دارد و ۱۲۵ اسب بخار قدرت تولید می‌کند.
همچنین گیربکس وانت کاپرا پنج سرعته به صورت دستی است. باک بنزینی این خودرو ۷۲ لیتری است که در هر ۱۰۰ کیلومتر سیکل ترکیبی حدود ۱۰٫۵ بنزین مصرف می‌کند.
از تجهیزات ایمنی و امکانات رفاهی این خودرو می‌توان به سیستم ترمز + EB ABS، کیسه ایمنی هوا (ایربگ) و بالابر اتوماتیک شیشه‌ها اشاره کرد.
بدنه این خودرو توسط مهندسین و طراحان آلمانی ساخته شده و پایه طراحی برای حمل بار انجام پذیرفته. البته این خودرو با توجه به سیستم انتقال نیروی پیشرانه که از طریق یک زنجیر تایم منتقل می‌شود.
کاپرای دو کابین تک دیفرانسیل توانایی حمل ۴۸۰ کیلوگرم و کاپرا دو کابین دو دیفرانسیل نیز امکان حمل ۷۹۹ کیلو الی ۸۰۰ کیلوگرم بار را فراهم می‌کند. کاپرا تک کابین نیز با اتاقک باری به ارتفاع ۴۸۰ و طول ۲۱۸۰ میلیمتر ظرفیت حمل بار ۸۴۰ کیلوگرم را دارد.